# Campeonato Panamericano de Béisbol Sub-14 de 1999
El Campeonato Panamericano de Béisbol Sub-14 de 1999 con categoría Juvenil A, se disputó en Puebla, México en 1999. El oro se lo llevó Brasil por segunda vez.

## Equipos participantes
- Brasil
- Costa Rica
- Estados Unidos
- Guatemala
- Honduras
- México
- Nicaragua
- Puerto Rico
- Venezuela

## Resultados
| Posición | Selección      |
| -------- | -------------- |
|          | Brasil         |
|          | Venezuela      |
|          | México         |
| 4°       | Nicaragua      |
| 5°       | Honduras       |
| 6°       | Estados Unidos |
| 7°       | Costa Rica     |
| 8°       | Puerto Rico    |
| 9°       | Guatemala      |